# Machine II Machine
Machine II Machine je páté studiové album německé zpěvačky Doro Pesch. Bylo vydáno v roce 1995.

## Seznam skladeb
1. „Tie Me Up“ - 04:59
2. „The Want“ - 06:30
3. „Ceremony“ - 04:56
4. „Machine II Machine“ - 05:01
5. „Are They Coming For Me“ - 04:38
6. „Can't Stop Thinking About You“ - 04:19
7. „Don't Mistake It For Love“ - 04:22
8. „Desperately“ - 04:58
9. „Love Is The Thrill“ - 04:06
10. „Light In The Window“ - 04:24
11. „Welcome To The Tribe“ - 03:25
12. „Like Whiskey Straight“ - 04:38
13. „In Freiheit Stirbt Mein Herz“ - 05:42
14. „Ceremony (Rattlesnake Bite mix)“ - 05:05